# Татјана Гогоска
Татјана Гогоска (Гостивар, 1961) македонски је новинар и писац за децу и одрасле.

## Биографија
Рођена је 24. јула 1961. године у Гостивару, дипломирани је новинар, магистар комуникација и аутор седам књига, од којих шест за децу и младе и један роман за одрасле. Аутор је више од триста телевизијских сценарија, најпре за децу и младе. Аутор је бројних популарних тв сценарија за серије у Македонији и игране, музичке и документарне емисије, као што су „Дајте музика”, „Во светот на бајките”, „” и други.
У периоду од 1998. до 2004. године била је уредник Програма за децу и младе на државној Македонској телевизији. У том периоду су снимљене и емитоване бројне серије за децу и младе, међу којима „Големи и мали”, „Светот има осум страни”, „Умни глави”, „Сезаме отвори се”, „Чирибу-Чириба”, „” и друге серије уз које су расле генерације деце. У том периоду Татјана Гогоска активно је учествовала у стварању програма за децу и младе у Шведској, Немачкој, Порторику, Турској, Италији и Словачкој.
За балканске програме „То сам ја” и „Деца таленти на Балкану” (2003-2006), у којем учествује седам балканских телевизија, била је главни уредник за Македонију.
Била је члан домаћих и међународних жирија, међу којима су међународни жири на музичкој манифестацији „Деца певачи” у Раденцима (Словенија), међународни жири на Фестивалу „Златна амфора” у Несебару (Бугарска), међународни жири на фестивалу у Братислави (Словачка).
Појављује се као уредник Програма за децу и младе, 2002. године, на учешћу деце из Македоније на Дечјој песми Евровизије, где је три пута била вођа делегације, а била је 2007. године и вођа делегације Македоније на Евровизији у Хелсинкију.

## Награде и признања
Татјана Гогоска је добитник више домаћих и међународних награда за телевизијска и драмска остварења. Добила је 2016. године Државну награду за најбољи драмски текст, за драму за децу „Најденко во магичниот круг”.